# Столяров Олександр Миколайович
Столяров Олександр Миколайович (22 листопада 1959 — 26 липня 2017) — український, російський режисер ігрового і документального кіно, літератор, сценарист.
Народився 22 листопада 1959 р. у м. Мукачеві Закарпатська область
Закінчив Львівський політехнічний інститут за спеціальністю архітектура (1981).
Закінчив Вищі курси сценаристів і режисерів (1987—1991) Всесоюзного державного інституту кінематографії.
Знявся у стрічці «Фіктивний шлюб» (1992, Росія—Україна).
Поставив фільми «Порт» (1990, док. т/ф. Спец. приз журі на фестивалі «Молодість», Київ), «Спілка одноногих» (1992, авт. сц.), «Магдебурзькі хроніки. Фільм 6» в документальному циклі «Невідома Україна. Як судились колись в Україні» (1993) та ін.
Сценарій фільму Генделик (2019), режисер Тарас Дудар, студія «Золоте Руно»; Кришталевий «Приз глядацьких симпатій», 2019 — Київський МКФ Кінолітопис.
Член Національної Спілки кінематографістів України.
Режисер ряду фільмів в документальному циклі «Більше, ніж любов» російського телеканалу «Культура».
Номінувався на російську національну телевізійну премію «ТЕФІ».
Помер 26 липня 2017 року у Москві.